# Kleingeschwenda (Leutenberg)

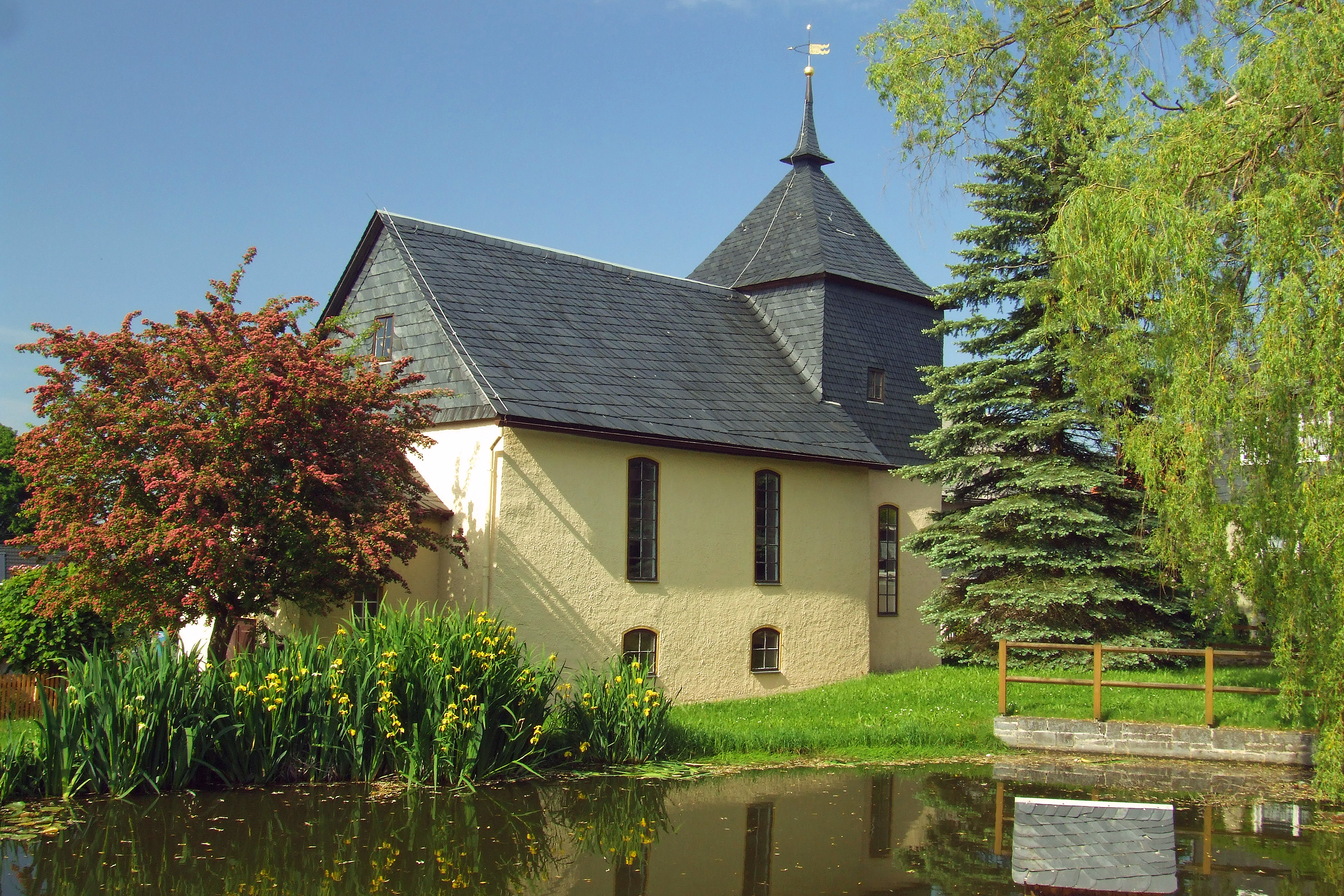
Dorfkirche

Kleingeschwenda ist ein Ortsteil der Stadt Leutenberg im Landkreis Saalfeld-Rudolstadt in Thüringen.

## Geografie
Kleingeschwenda liegt wie Steinsdorf auf einem stark kupierten von Wald umgebenem Hochplateau  im Südostthüringer Schiefergebirge. Das Dorf ist mit der Kreisstraße 167 verkehrsmäßig erschlossen.

## Geschichte
1379 wurde das Dorf erstmals urkundlich erwähnt. Der Ort gehörte zur Grafschaft Schwarzburg-Leutenberg und nach dessen Erlöschen von 1564 bis 1918 zur Oberherrschaft der Grafschaft bzw. des Fürstentums Schwarzburg-Rudolstadt.
1999 beging das Dorf die 650-Jahr-Feier. Die Kirche und der Herrenhof sind Wahrzeichen des Ortes. Der bäuerlich geprägte Ort war dem Tourismus wegen seiner naturnahen Lage immer verbunden.